# Hermann Georg Franz von Gemmingen
Hermann Georg Franz von Gemmingen (* 18. Februar 1857 in Venedig; † 29. Juli 1919 in Edlitz) war ein österreichischer Offizier. Er war Grundherr zu Gemmingen und Ittlingen, kaiserlich königlicher Geheimrat und General der Kavallerie.

## Leben
Er war ein Sohn des Otto von Gemmingen  und der Sarah Anna Stewart of Ardvorlick (1829–1910). Er besuchte die Kadettenschule in Prag und wurde am 1. Oktober 1875 Kadett im Dragoner-Regiment Prinz Eugen von Savoyen No. 13. 1876 stieg er zum Leutnant auf, 1880 zum Oberleutnant. 1880 besuchte er das Militär-Reitlehrer-Institut in Wien und war darauf als Reitlehrer in der Brigade-Offiziersschule in Pordubitz (Böhmen) tätig. Nach Besuch der k.u.k. Kriegsschule in Wien 1882/83 war er von 1883 bis 1887 Generalstabsoffizier der 4. Kavalleriebrigade in Budapest, wo er zum Hauptmann im Generalstabscorps mit der Verwendung beim 9. Inf.-Truppen-Divisionskommando in Prag ernannt wurde. Im November 1891 kam er zum Dragoner-Regiment Kaiser Ferdinand Nr. 4. Im Mai 1893 kehrte er als Generalstabschef der 9. Inf.-Truppen-Division wieder in das Generalstabscorps zurück. 1894 war er Major bei der Cavallerie-Truppen-Division in Wien. Innerhalb seiner Militärkarriere stieg er schließlich bis zum General auf.

## Familie
Er war ab 1884 verheiratet mit Elisabeth Freiin von Waechter (1864–1937). Nach Scheidung dieser Ehe 1905 heiratete er Lisa Redlich von Redensbruck (1879–1935).
Nachkommen:
- Beatrix (Trixy) (1888–1968) ⚭ Albert Küffer von Asmannsvilla (1881–1934)
- Ernst Otto Wilhelm Rudolf (1890–1970) ⚭ Camilla Jordis von Lohausen (1893–1950, gesch. 1933), Henriette Hessel (* 1895, gesch. 1937), Ruth Bischoff (* 1913)
- Otto Erich Pleickardt Philipp (1893–1929) ⚭ Blanche Klement von Treldewehr (1892–1966)